# العودة إلى المستقبل (مسلسل)
العودة للمستقبل مسلسل رسوم متحركة أمريكي عرض لأول مره في 14 سبتمبر 1991 واستمر عرضه حتى 26 ديسمبر 1992 .

## روابط خارجية
- Back to the Future – TV.com
- Official Universal Pictures site advertising the trilogy.
- BTTF.com
- Universal Pictures
- العودة للمستقبل على موقع IMDb (الإنجليزية)
- العودة للمستقبل على موقع ميتاكريتيك (الإنجليزية)
- العودة للمستقبل على موقع روتن توميتوز (الإنجليزية)
- العودة للمستقبل على موقع أول موفي (الإنجليزية)
- العودة للمستقبل على موقع فيلمافينيتي (الإسبانية)
- العودة للمستقبل على موقع كينوبويسك (الروسية)
- العودة للمستقبل على موقع ألو سيني (الفرنسية)
- العودة للمستقبل على موقع قاعدة بيانات الفيلم (الإنجليزية)